# Il gregge
Il gregge (Sürü) è un film del 1979 diretto da Zeki Ökten.
Il film ha vinto il Pardo d'oro al festival del cinema di Locarno.

## Trama
Il gregge di Hamo deve essere portato ad Ankara per essere venduto. Per questo Hamo ha bisogno dell'aiuto di tutti i suoi figli. Il maggiore, Şivan, pone due condizioni: essere pagato e poter portare con sé la moglie Berivan per poterla portare da un medico. Dopo molte disavventure che via via riducono il gregge, Şivan non viene pagato ed è costretto a portare sulle spalle la moglie esausta. Giunta dal medico, Berivan si rifiuta di spogliarsi davanti a lui, secondo il costume delle zone rurali della Turchia. Il giorno dopo Berivan muore. Şivan chiede al padre i soldi per riportare a casa il corpo della moglie; al suo rifiuto l'esasperazione di Şivan esplode contro un mercante di bestiame che afferma che la morte di una donna non è poi così importante.

## Riconoscimenti
- 1979 - Pardo d'oro
  - Festival del cinema di Locarno